# Los desafíos
Los desafíos és una pel·lícula dramàtica espanyola dirigida el 1969 pels joves cineastes José Luis Egea, Víctor Erice i Claudio Guerín, autors també del guió juntament amb Rafael Azcona.

## Sinopsi
Narra tres històries que són tres formes diferents de veure i expressar com una situació que sembla normal acaba desembocant inexorablement en un esclat de violència. El primer (Claudio Guerin) mostra una parella d'actors amb gelosia professional, en el segon, José Luis Egea mostra una història d'infidelitat entre un matrimoni estatunidenc i una parella rural espanyola que acaba ent ragèdia, i en el tercer (Víctor Erice) mostra les peripècies d'un grup d'estatunidencs, espanyols i cubans amb un ximpanzé.

## Repartiment
- Francisco Rabal - Carlos
- Dean Selmier - Bill
- Alfredo Mayo - Germán
- Julia Gutiérrez Caba - Lola

## Premis
Medalles del Cercle d'Escriptors Cinematogràfics
| Any  | Categoria    | Pel·lícula                                               | Resultat  |
| ---- | ------------ | -------------------------------------------------------- | --------- |
| 1969 | Millor actor | Alfredo Mayo                                             | Guanyador |
| 1969 | Millor guió  | Rafael Azcona Víctor Erice José Luis Egea Claudio Guerín | Guanyador |